# أحمد شاكر الكرمي
«أحمد شاكر» بن سعيد الكرمي (1894 – 9 أكتوبر 1927) أديب وصحفي فلسطيني، وُلد في مدينة طولكرم الفلسطينية، وهو كاتب ومؤلف وشاعر ومترجم وناقد، يُعد الرائد الأول في النقد الأدبي العربي، وأيضًا الرائد الأول في الترجمة عن الإنجليزية، ويُعرف بـ «أبو الترجمة في العالم العربي».

## نشأته وتحصيله العلمي
ولد «أحمد شاكر» بن سعيد بن علي بن منصور الكرمي في مدينة طولكرم الفلسطينية عام 1894، تلقى تعليمه في مدارس مدينته طولكرم، ثم التحق مع شقيقه محمود الكرمي بالأزهر الشريف والجامعة المصرية في مصر ليأخذ علومه، كما أقبل أحمد شاكر هناك على دراسة اللغة الإنجليزية حتى أجادها.

## حياته الشخصية
أحمد شاكر متزوج ولم ينجب، ووالده هو العالم الوزير سعيد الكرمي، وأخوته هم: الشاعر عبد الكريم الكرمي (أبو سلمى)، والسياسي عبد الغني الكرمي، والعالم اللغوي حسن الكرمي، والأديب محمود الكرمي. وأما جده فهو الشيخ علي بن منصور الكرمي.

شجرة عائلة آل الكرمي، ويظهر اسم أحمد شاكر ضمنها.

## في الصحافة
توجه أحمد شاكر إلى الحجاز حيث طلب منه الملك الحسين بن علي شريف مكة أن يتولى التحرير في جريدة القبلة التي كانت تصدر في مكة المكرمة آنذاك، وبعد عام توجه الكرمي إلى القاهرة ليتولى رئاسة تحرير جريدة الكوكب المصرية، وعاد بعد ذلك إلى مدينته طولكرم فمكث بها فترة من الزمن ثم سافر بعدها إلى دمشق بصحبة والده الذي كان وقتها نائب رئيس المجمع العلمي العربي هناك.
بدأ أحمد شاكر بنشر مقالاته في صحيفة «ألف باء» الدمشقية، وفي عام 1921 أسهم الكرمي في تكوين أولى الجماعات الأدبية في سوريا وهي التي سميت باسم الرابطة الأدبية، وفي تحرير مجلتها التي سميت باسمها، ثم تولى تحرير جريدة الفيحاء عام 1923.
وفي 20 يناير 1925 أنشأ الكرمي جريدة «الميزان» الشهيرة، والتي شهدت رواجاً كبيراً في المجتمع العربي. اتصل الكرمي بالأدباء العرب، وقد كان يوقع مقالاته بأسماء متعددة أشهرها «قدامة».

## كتاب عنه
أصدرت وزارة الثقافة في الجمهورية العربية السورية عام 1964 كتابًا عن أحمد شاكر بعنوان «أحمد شاكر الكرمي: مختارات من آثاره الأدبية والنقدية والقصصية»، وهو من جمع وتأليف أبو سلمى، وقد قسم أبو سلمى آثار أخيه أحمد شاكر إلى الأقسام السبعة الآتية: مفكرة المحرر، وآراء أحمد شاكر الكرمي، والمعرض العام، والنقد، والشعر الغربي، والقصص، وأقوال ورسائل. وقد بلغت عدد صفحات الكتاب 300 صفحة، وصدر عن دار أطلس للنشر، وهو كتاب شهير ومنتشر في المكتبات العامة بالوطن العربي.

## نموذج من أدبه
- قال أحمد شاكر الكرمي في إهداء كتابه «الكرميات» إلى محيي الدين رضا: «ما الملك العظيم في سلطانه والظالم المستبد بين حراسه وأعوانه والغني الكبير بين غلمانه إلا مظاهر باطلة من مظاهر الحياة، وقد درج الناس منذ القدم على أن يحرقوا ذكاءهم بخوراً أمام هذه الجنائز الثلاث، أما أنا فإن لي طريقاً آخر أسير فيه، لا أهدي كتابي للملوك والظلام لأنني أبغضهم، ولا أقدمه للأغنياء والمترفين لأنني أحتقرهم، ولكني أرفعه لك يا محيي الدين يا صديقي العزيز ليكون ذكرى لصداقتنا الوثيقة واعترافنا بأدبك وفضلك».

## أبرز مؤلفاته

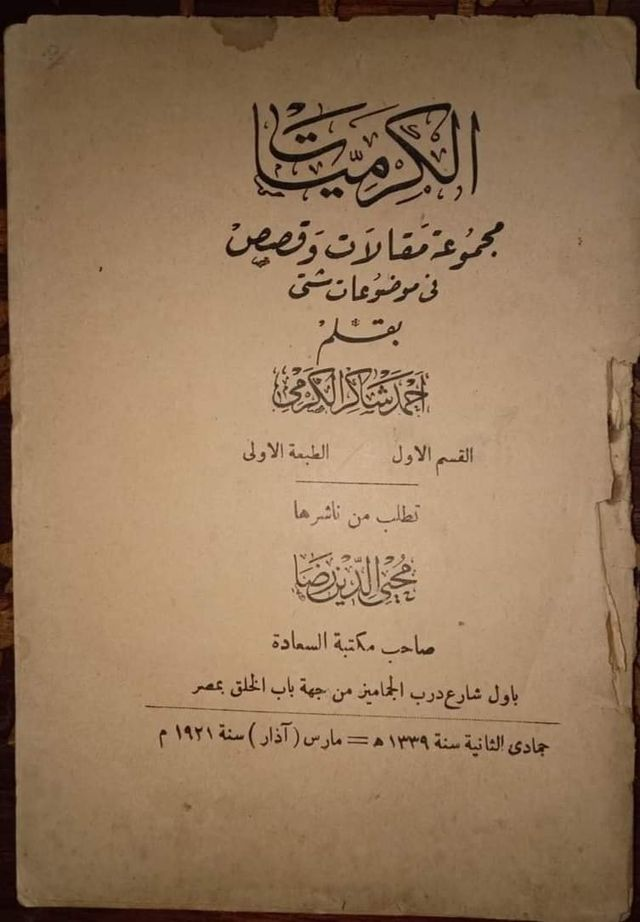
غلاف الطبعة الأولى من الكرميات، صدرت في القاهرة سنة 1921م.

- «الكرميات»، صدرت عام 1921 في القاهرة،[19] وتناولت ثلاثة عشر موضوعاً في الأدب والتاريخ والفلسفة والأخلاق والاجتماع والترجمة.[20] وفي عام 2021-2022، أي بعد مرور مائة عام على إصدار الكرمي للكتاب، قامت وزارة الثقافة الفلسطينية وبدعم من الرئيس الفلسطيني محمود عباس بإعادة طبع الكتاب من جديد؛ نظرًا لكون النسخ المتبقية من الكتاب قد قاربت على الاختفاء من أنحاء العالم العربي بسبب ندرة عددها.[21]

- «مي: أو الخريف والربيع»، معربة عن الإنجليزية، 1922.[22]
- «مذكرات بكويك»، معربة.[22]
- «خالد»، رواية معربة، 1923.[20]
- «الوردة الحمراء».[2]

## وفاته
توفي أحمد شاكر الكرمي بتاريخ 9 أكتوبر 1927، في دمشق، إثر إصابته بمرض السل، ودفن في مقبرة «باب الصغير» بدمشق، وكتب على قبره: «هنا يرقد أحمد شاكر بن سعيد الكرمي الذي مات غريبًا إلا من إخوانه»، كما كتب هذين البيتين من الشعر على قبره للشاعر السوري محمد البزم:

## تخليده
تخليدًا لأحمد شاكر الكرمي ولإسهاماته، فقد قرر محافظ العاصمة السورية دمشق بتاريخ 29 يناير 1955 إطلاق اسم أحمد شاكر الكرمي على أحد شوارع مدينة دمشق، كما أطلق اسمه على أحد شوارع مدينة جدة في المملكة العربية السعودية، وأيضًا على أحد شوارع العاصمة الأردنية عمان.

## أوسمة
مُنح أحمد شاكر الكرمي الأوسمة التالية:
- وسام جوقة الشرف الفرنسي برتبة فارس، من السلطة الفرنسية المنتدبة في سوريا.[30][31]

- وسام القدس للثقافة والآداب والفنون، من رئيس منظمة التحرير الفلسطينية ياسر عرفات في ديسمبر 1990.[32][33][34]

## قالوا عنه
- قال عنه الأديب محمد إسعاف النشاشيبي: «الكرمي هو النابغ الناقد مازني الشام وعقاده».
- قال فؤاد الشايب عنه في كتاب أحمد شاكر الكرمي عام 1964: «عربي النفس والطيب أزهري الدراسة والتربية، إنساني الثقافة والشوق بما تيسر له من اطلاع على الأدب الغربي عن طريق إتقانه اللغة الإنجليزية، هذه هي ملامح الصورة التي صعدت حولها أنظار الدمشقيين، وعلقت بها عام 1920 عندما حط على روضهم هذا الطائر العربي النادر صاحب الجناحين الملويين والمنقار الكاسر، لم يكن فلسطينياً، ولا حجازيًا ولا مصريًا، ولا شاميًا هذا الفتى العربي الجريء الذي ما لبث أن تصدر صحن الدار الشامية وكأنه ولد فيها مع ليمونتها، أو نقش كبيت شعر على صدر قاعتها».[35]
- وصفه الكاتب المصري عبد القادر المازني قائلاً: «ويلٌ لأشواك الأدب من هذا المنجل العضب».[10]
- قال عنه الشاعر السوري بدوي الجبل: «كان الكرمي دنيا منفردة في الأدب العربي، ولهذه الدنيا سماؤها وبحارها وشطئانها وأنهارها وبداوتها وحضارتها، وكان الكرمي الرائد الأول للنقد الأدبي عند العرب في هذا العصر، وقد تمضي مدة طويلة قبل أن يأتي عبقري آخر يزحزح الكرمي من هذه الذروة، لا ليسمنها بل ليكون جاره على السماء».[2]
- قال عنه الأديب السوري علي الطنطاوي في كتابه «ذكريات علي الطنطاوي»: «كان الكرمي من أوائل من عرفنا بالآداب الأجنبية، وكان من أوائل من مارس النقد العربي عندنا، وقد عاش مظلومًا ومات مظلومًا، وأدعو إلى إنصافه والكتابة عنه».[36]
- الكاتب والناقد السوري عادل الفريجات في كتابه «محطات في النقد واللغة وتاريخ الأدب» يقول: «ويمكن أن نرى في الكرمي ناقداً رائداً في دعوته للتركيز على النص دون صاحبه، وهذه رؤية مبكرة احتاج النقد إلى زمن طويل ليعتمدها اعتماداً أساسياً».[37]

## وصلات خارجية
- أحمد شاكر الكرمي على موقع أرشيف الشارخ.

- كتاب "الكرميات" لأحمد شاكر الكرمي، الطبعة الثانية 2021.